# Colocasia (Pflanzengattung)
Colocasia, auch Zehrwurz genannt, ist eine Pflanzengattung innerhalb der Familie der Aronstabgewächse (Araceae). Die bis zu 20 Arten sind im tropischen bis subtropischen Asien verbreitet. Taro (Colocasia esculenta) ist eine wichtige tropische Nahrungspflanze.

## Beschreibung
Colocasia-Arten wachsen als große, immergrüne oder saisonal grüne, ausdauernde krautige Pflanzen, die je nach Art niedrige bis für krautige Pflanzen riesige Wuchshöhen erreichen. Sie enthalten Milchsaft. Sie bilden oft Rhizome oder selten Stolone und meist einen kurzen „Stamm“, an dem die Blätter schraubig angeordnet sind. Die einfachen Laubblätter sind gestielt und können zwischen 20 und 150 cm lang werden.
Blätter und Blütenstände sind gleichzeitig vorhanden. Colocasien sind einhäusig getrenntgeschlechtig (monözisch). Wie bei den Aronstabgewächsen üblich besteht der Blütenstand aus einem Blütenstandschaft, einem Hochblatt (Spatha) und dem Kolben (Spadix). Im Kolben gibt es weibliche, sterile und männliche Abschnitte. Es werden Beeren mit einigen bis vielen Samen gebildet.

## Ökologie
Colocasia-Arten sind Nahrungspflanzen für Raupen einiger Schmetterlingsarten (Lepidoptera), beispielsweise der Gattung Palpifer: Palpifer murinus und Palpifer sexnotatus.

## Systematik und Verbreitung

Verbreitungskarte der Gattung Colocasia

Die Gattung Colocasia wurde 1832 durch Heinrich Wilhelm Schott in Heinrich Wilhelm Schott und Stephan Friedrich Ladislaus Endlicher: Meletemata Botanica, S. 18 aufgestellt. Ein Synonym für Colocasia Schott ist Leucocasia Schott. Ein Synonym ist Colocasia Link veröffentlicht in Dissertationes Botanicae, 1795, S. 77. Die Gattung Alocasia gehört zur Tribus Colocasieae in der Unterfamilie Aroideae innerhalb der Familie der Araceae.
Die Gattung Colocasia ist im tropischen bis subtropischen Asien verbreitet.

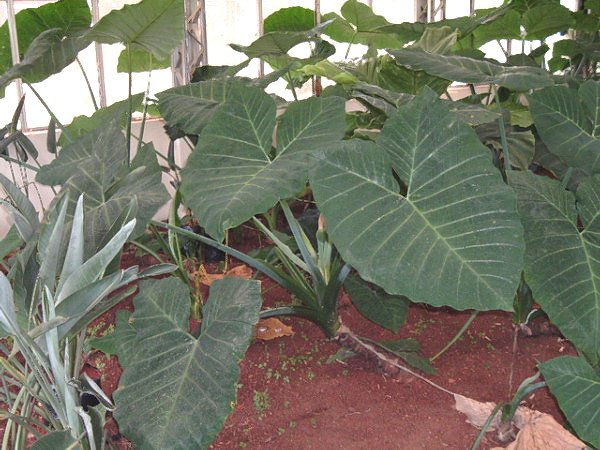
Colocasia gigantea

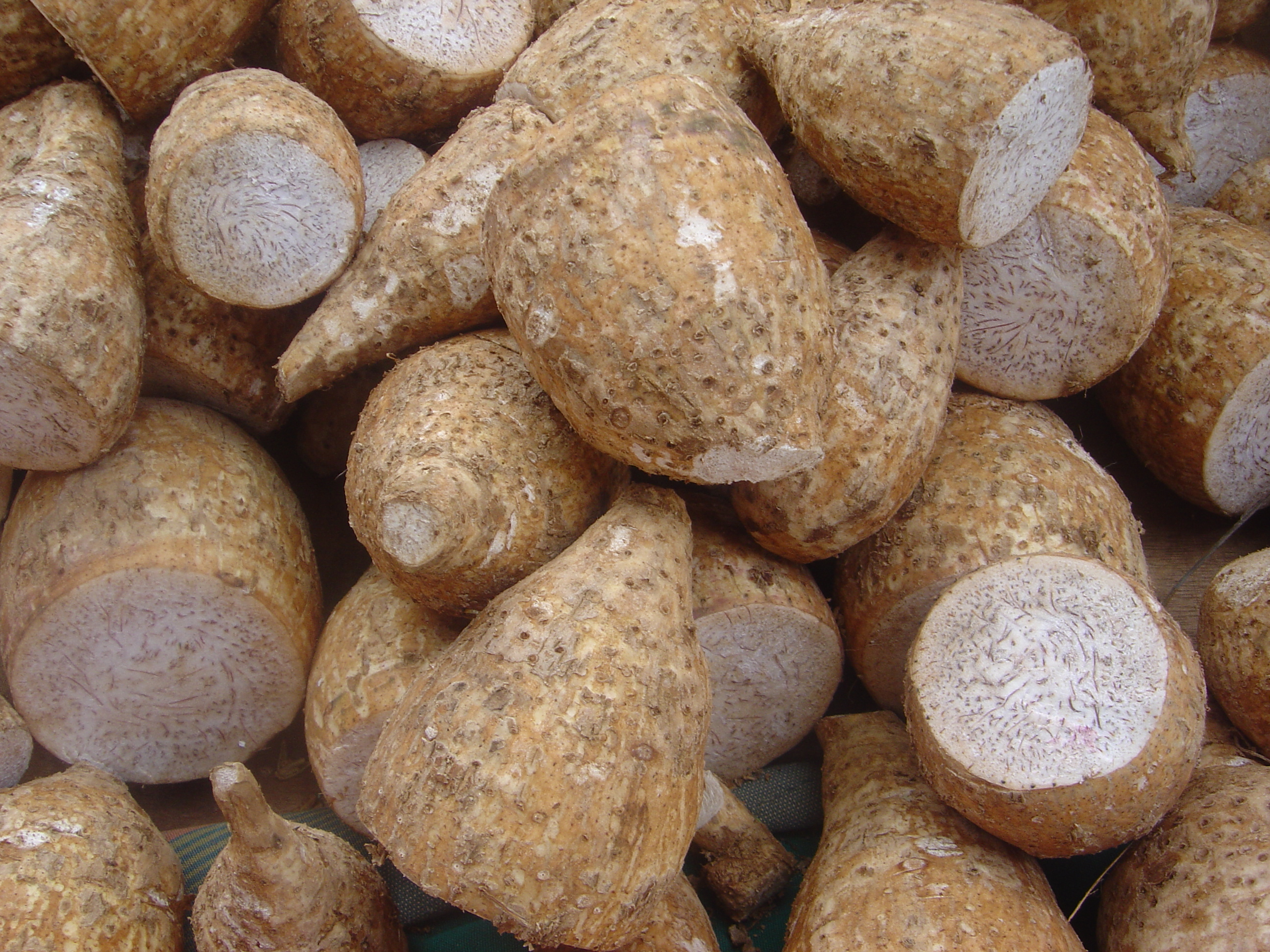
„Knollen“ von Taro (Colocasia esculenta)

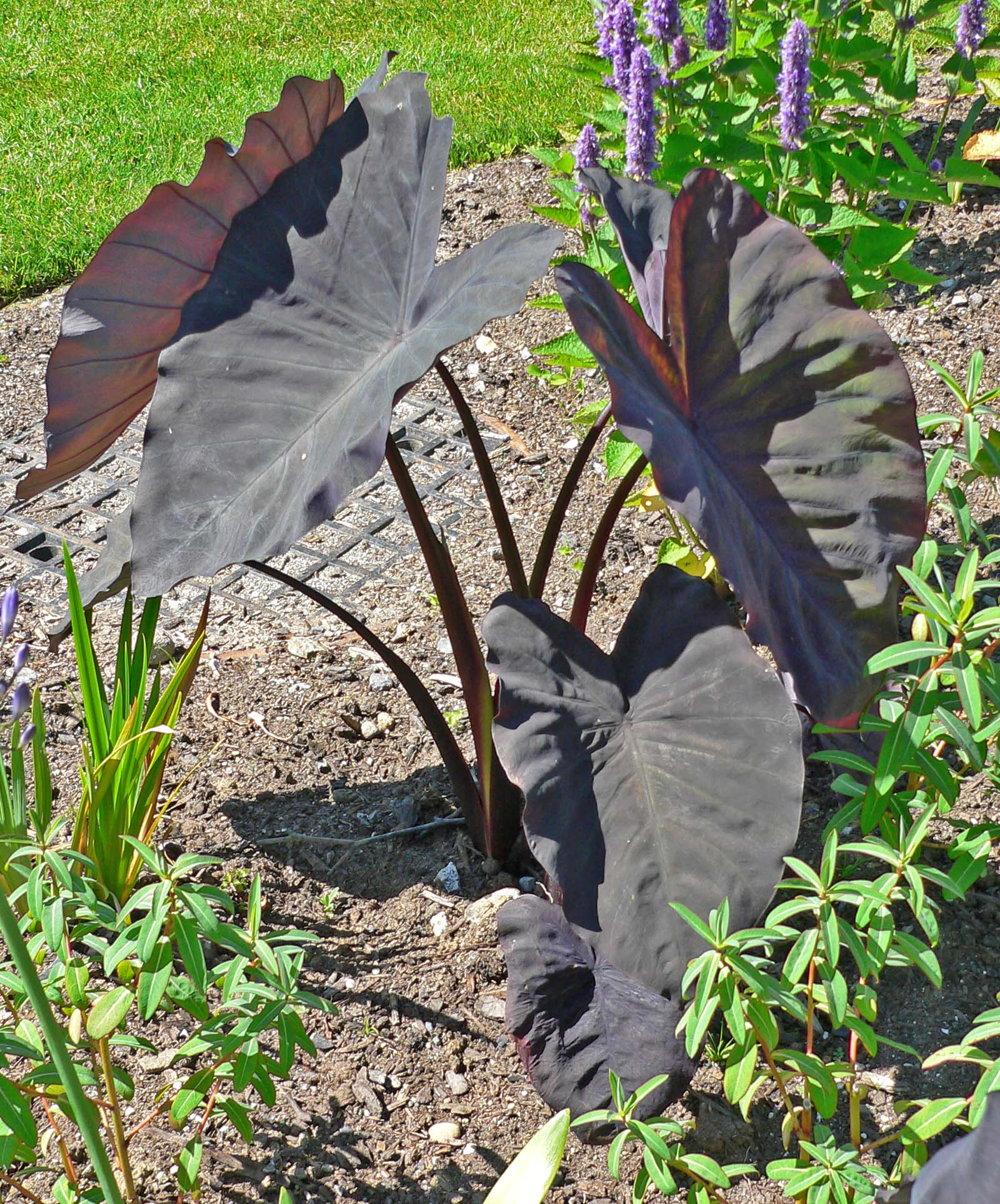
Colocasia esculenta Sorte 'Black Magic'

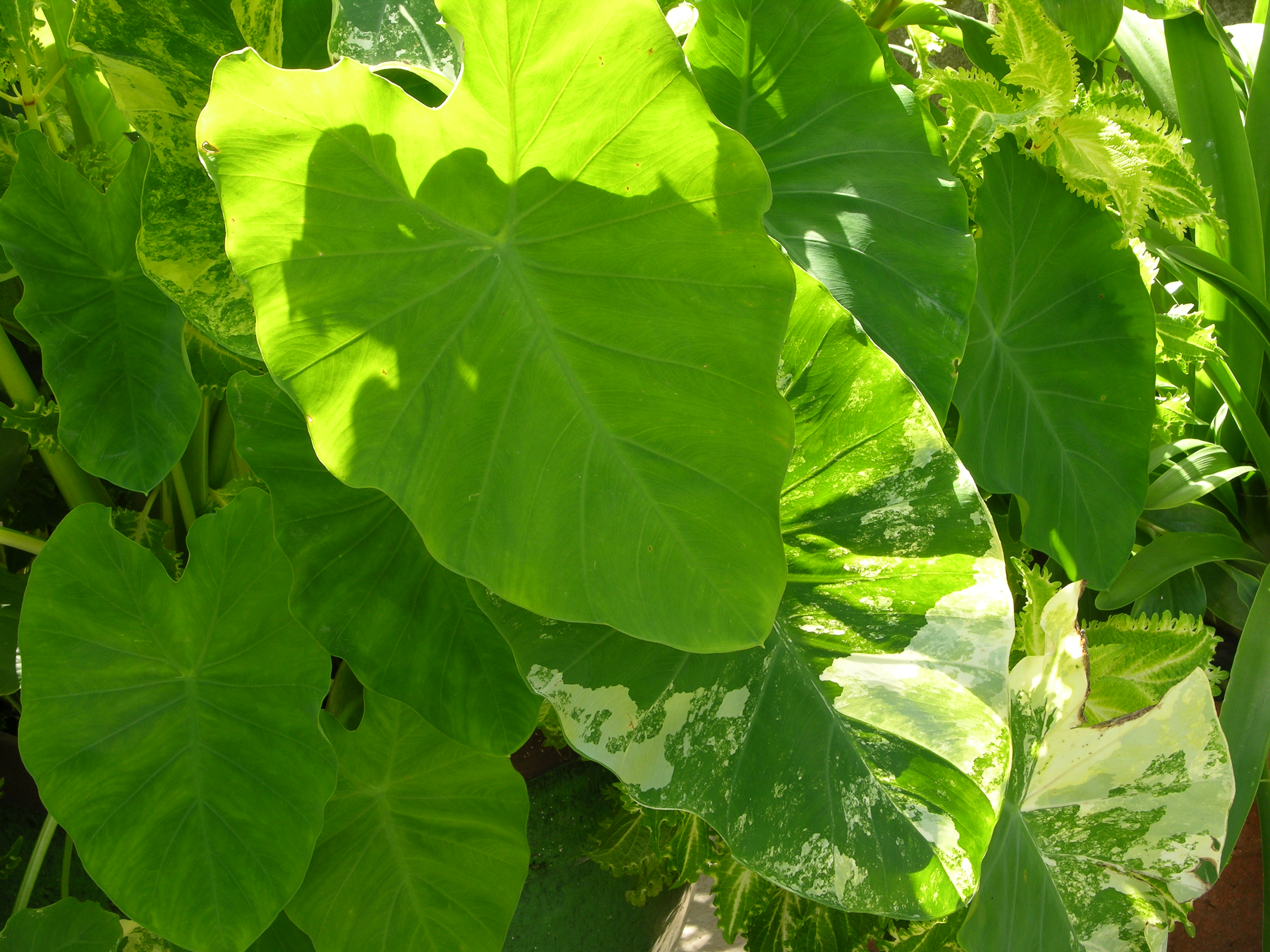
Colocasia esculenta Sorte 'Yellow Splash'

In der Gattung Colocasia gibt es elf bis zwanzig Arten:
- Colocasia affinis Schott (Syn.:Colocasia bicolor C.L.Long & L.M.Cao): Sie ist vom Himalaja vom nördlichen Bangladesch, nordöstlichen Indien, nördlichen Myanmar, Nepal bis zum südlichen Yunnan verbreitet.[3][1]
- Colocasia antiquorum Schott (Syn.: Colocasia esculenta var. antiquorum (Schott) F.T.Hubbard & Rehder, Colocasia fontanesii Schott, Colocasia gaoligongensis H.Li & C.L.Long, Colocasia gongii C.L.Long & H.Li, Colocasia lihengiae C.L.Long & K.M.Liu, Colocasia tonoimo Nakai): Sie ist von Assam[3] über das nördliche Myanmar, nördliche Thailand und nördliche Laos bis zum südlichen sowie westlichen Yunnan verbreitet.[1] Nach R. Govaerts ist die Art zu Colocasia esculenta (L.) Schott zu stellen.[3]
- Colocasia boyceana Gogoi & Borah: Die 2013 erstbeschriebene Art kommt in Arunachal Pradesh vor.[3]
- Colocasia dibangensis Gogoi & Borah: Die 2013 erstbeschriebene Art kommt in Arunachal Pradesh vor.[3]
- Taro oder Elefantenohr (Colocasia esculenta (L.) Schott; Syn.: Colocasia formosana Hayata, Colocasia konishii Hayata): Sie ist von Sri Lanka über Indien bis zum Himalaja verbreitet. Nach R. Govaerts ist auch Colocasia antiquorum Schott als Synonym hierher zu stellen.[3]
- Colocasia fallax Schott (Syn.: Colocasia heterochroma H.Li & Z.X.Wei, Colocasia tibetensis J.T.Yin, Colocasia yunnanensis C.L.Long & X.Z.Cai): Sie ist vom Himalaja vom nördlichen Bangladesch, nordöstlichen Indien über Bhutan sowie Nepal bis Thailand und zum südöstlichen Tibet sowie bis zur chinesischen Provinz Yunnan verbreitet.[3][1]
- Colocasia fontanesii Schott: Sie kommt von Assam bis Yunnan und dem nördlichen Indochina vor.[3]
- Colocasia gigantea (Blume) Hook. f. (Syn.: Caladium giganteum Blume), Heimat: Indochina, Malaiischer Archipel.[3] Sie wird von manchen Autoren auch als Leucocasia gigantea (Blume) Schott in eine eigene Gattung Leucocasia gestellt.[3]
- Colocasia hassanii H.Ara: Sie wurde 2018 aus Bangladesch erstbeschrieben.[3]
- Colocasia lihengiae C.L.Long & K.M.Liu, Heimat: von Arunachal Pradesh bis Yunnan[3]
- Colocasia mannii Hook. f.: Sie kommt in Assam und auf den Nikobaren vor.[3]
- Colocasia menglaensis J.T.Yin, H.Li & Z.F.Xu: Sie wurde 2004 erstbeschrieben und kommt in Laos, nördlichen Myanmar, nördlichen Thailand und in Yunnan nur im Kreis Mengla vor.[3]
- Colocasia oresbia A.Hay: Sie kommt in Bangladesch und in Sabah vor.[3]

## Nutzung
Taro (Colocasia esculenta) ist eine Nahrungspflanze, die seit mehr als 7000 Jahren kultiviert wird. Vom Taro werden vorwiegend die stärkehaltigen Knollen der Pflanze genutzt. Sie werden wie Kartoffeln gekocht. In den Anbauländern werden auch die Blätter und Blattstiele als Gemüse gegessen. Sie enthalten viele Mineralien, Vitamin A, B und C.